# Championnat de Roumanie de football de deuxième division
Le championnat de Roumanie de football de Division 2 a été créé en 1934. Il est généralement joué en 2 ou 3 groupes. Les premières équipes à la fin de la saison sont promues en première division. Le championnat a changé de nom juste avant le début de la saison 2006-2007, passant de Divizia B à Liga II.
Depuis la saison 2016-2017 la deuxième division est à poule unique de 20 équipes.

## Palmarès
| Saison    | Champions                                                     | Vice-champion                                        | Notes |
| --------- | ------------------------------------------------------------- | ---------------------------------------------------- | --- |
| 2023-2024 | AFC Unirea Slobozia                                           | FC Corvinul Hunedoara                                | Le FC Corvinul Hunedoara n'est pas éligible à la promotion, et est remplacé par le Gloria Buzău, 4e.                                                                                                  |
| 2022-2023 | Politehnica Iași                                              | CSA Steaua Bucarest                                  | Le CSA Steaua Bucarest n'est pas éligible à la promotion, et est remplacé par le Oțelul Galați, 3e.                                                                                                   |
| 2021-2022 | Petrolul Ploiești                                             | FC Hermannstadt                                      | poule unique, champion et vice-champions sont promus directement, Universitatea Cluj est promu après les barrages                                                                                     |
| 2020-2021 | Universitatea Craiova                                         | Rapid Bucarest                                       | poule unique, champion et vice-champions sont promus, le CS Mioveni gagne les play-offs |
| 2019-2020 | Fotbal Club UTA Arad                                          | Fotbal Club Argeș Pitești                            | poule unique, champion et vice-champions sont promus |
| 2018-2019 | Chindia Târgoviște                                            | Academica Clinceni                                   | poule unique, champion et vice-champions sont promus |
| 2017-2018 | FC Dunărea Călărași                                           | FC Hermannstadt                                      | poule unique, champion et vice-champions sont promus |
| 2016-2017 | Juventus Bucarest                                             | Sepsi Sfântu Gheorghe                                | poule unique, champion et vice-champions sont promus |
| 2015-2016 | Rapid Bucarest Gaz Metan Mediaș                               | FC Dunărea Călărași Fotbal Club UTA Arad             | 2 poules, les deux champions sont promus Le Rapid Bucarest fait faillite et ne sera pas promu, ACS Poli Timișoara est repêché en division 1                                                           |
| 2014-2015 | FC Voluntari ACS Poli Timișoara                               | Academica Argeș Club Sportiv Mioveni                 | 2 poules, les deux champions sont promus 6 clubs sont relégués car division 1 réduite à 14 clubs |
| 2013-2014 | CSMP Iasi Universitatea Craiova                               | Rapid Bucarest Târgu Mureș                           | 2 poules, les deux champions et vice-champions sont promus |
| 2012-2013 | FC Botoșani ASC Corona Brașov                                 | AFC Săgeata Năvodari ACS Poli Timișoara              | 2 poules, les deux champions et vice-champions sont promus |
| 2011-2012 | CSMP Iasi Fotbal Club Politehnica Timișoara                   | Fotbal Club Viitorul Constanța Gloria Bistrița       | 2 poules, les deux champions et vice-champions sont promus Timisoara n'aura pas de licence, le promu est le 3e : Gaz Metan Mediaș                                                                     |
| 2010-2011 | Ceahlăul Piatra Neamț Petrolul Ploiești                       | Bihor Oradea Concordia Chiajna                       | 2 poules, les deux champions et vice-champions sont promus Bihor Oradea n'aura pas de licence, le promu est le 3e : Club Sportiv Mioveni                                                              |
| 2009-2010 | Victoria Brănești Târgu Mureș                                 | Studențesc Bucarest Universitatea Cluj               | 2 poules, les deux champions et vice-champions sont promus |
| 2008-2009 | Ceahlăul Piatra Neamț Unirea 2006 Alba Iulia                  | FC Ploiesti FC Internațional Curtea de Argeș         | 2 poules, les deux champions et vice-champions sont promus |
| 2007-2008 | FC Brașov Argeș Pitești                                       | CS Otopeni Gaz Metan Mediaș                          | 2 poules, les deux champions et vice-champions sont promus |
| 2006-2007 | Delta Tulcea Universitatea Cluj                               | Gloria Buzău Dacia Mioveni                           | 2 poules, les deux champions et vice-champions sont promus Tulcea n'obtient pas de licence, Ceahlăul Piatra Neamț est repêché en division 1                                                           |
| 2005-2006 | Ceahlăul Piatra Neamț Universitatea Craiova CF Liberty Oradea | Forex Brașov Unirea Urziceni Bihor Oradea            | 3 poules, les trois champions et le vainqueur des play offs sont promus CF Liberty Oradea cède sa place à UTA Arad qui est ainsi repêché en division 1 Unirea Urziceni est le vainqueur des play offs |
| 2004-2005 | Fotbal Club Vaslui Pandurii Târgu Jiu Jiul Petroșani          | Midia Navodari FC Sibiu Gaz Metan Mediaș             | 3 poules, les trois champions sont promus en Division 1 |
| 2003-2004 | Politehnica Iași Studențesc Bucarest CFR Cluj                 | Fotbal Club Vaslui Pandurii Târgu Jiu Jiul Petroșani | 3 poules, les trois champions sont promus en Division 1 |
| 2002-2003 | Petrolul Ploiești Alba Iulia                                  | Gloria Buzău Bihor Oradea                            | 2 poules, les deux champions sont promus en Division 1 Bihor Oradea et Politehnica AEK Timișoara gagnent les play offs                                                                                |
| 2001-2002 | AEK Bucarest UTA Arad                                         | AS Cimentul Fieni Baia Mare                          | 2 poules, les deux champions sont promus en Division 1 Les clubs de division 1 gagnent les play offs, donc seulement deux promus                                                                      |
| 2000-2001 | Studențesc Bucarest UM Timișoara                              | Farul Constanța Baia Mare                            | 2 poules, les deux champions sont promus en Division 1 Farul et Baia Mare gagnent les play offs, mais Farul cède sa place à FCM Bacau                                                                 |
| 1999-2000 | Foresta Suceava Gaz Metan Mediaș                              | Midia Navodari ARO Câmpulung                         | 2 poules, les deux champions sont promus en Division 1 qui est réduite à 16 équipes |
| 1998-1999 | FC Brașov Extensiv Craiova                                    | AS Rocar Bucarest UTA Arad                           | 2 poules, les deux champions sont promus en Division 1 avec Rocar Bucarest, vainqueur des play off |
| 1997-1998 | Astra Ploiesti Olimpia Satu Mare                              | FC Onești Electroputere Craiova                      | 2 poules, les deux champions sont promus en Division 1 avec FC Onesti, vainqueur des play off |
| 1996-1997 | Foresta Fălticeni CSM Reșița                                  | Precizia Săcele Electroputere Craiova                | 2 poules, les deux champions sont promus en Division 1 |
| 1995-1996 | Otelul Târgovişte Jiul Petroșani                              | Dacia Unirea Brăila Foresta Fălticeni                | 2 poules, les deux champions sont promus en Division 1 |
| 1994-1995 | Selena Bacau Politehnica Timișoara                            | Dacia Unirea Brăila Corvinul Hunedoara               | 2 poules, les deux champions sont promus en Division 1 avec le vainqueur des play offs, Politehnica Iași 3e, Dacia Unirea Braila non autorisé à participer aux play offs                              |
| 1993-1994 | Argeș Pitești FCM Baia Mare                                   | Politehnica Iași Alba Iulia                          | 2 poules, les deux champions sont promus en Division 1 |